# Blepharella arrogans
Blepharella arrogans là một loài ruồi trong họ Tachinidae.